# Малка плоскоглава торбеста мишка
Малката плоскоглава торбеста мишка (Planigale maculata) е вид бозайник от семейство Торбести мишки (Dasyuridae).

## Разпространение и местообитание
Разпространен е в Австралия.